# Олегова Могила

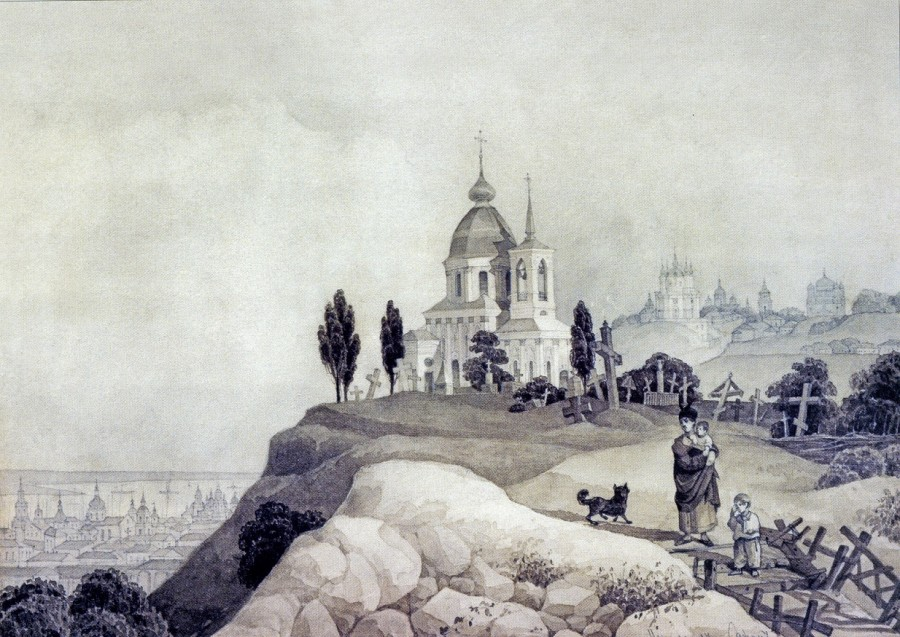
«Щекавиця — місце, де похований князь Олег». Акварель М. Сажина, кінець 1840-х рр.

Олегова Могила (д.-рус. Ѡл(ь)гова могыла, Олгова могыла) — могила (курган) в Києві, яка вважалася похованням київського князя Олега, також відповідний топоним Стародавнього Києва. Знаходилася на Кудрявці, неподалік Жидівських воріт Копиріва кінця. Імовірно могила була кенотафом або належала іншій особі. Топоним Олегова Могила (Олегова гора, Олегівка) також інколи використовується як інша назва гори Щекавиця в Києві.

## Історія
«Повість временних літ» під 912 роком повідомляє про смерть Олега та його наступне поховання в Києві на горі Щекавиця: «І з того розболівшись, він помер. І плакали по ньому всі люди плачем великим, і понесли його, і погребли його на горі, що зветься Щековицею.». Окремо літописець відмітив існування могили у його час (початок 12 століття): «Єсть же могила його й до сьогодні, називається могила та Олеговою.».
Київський літопис, який хронологічно продовжував «Повість временних літ», кілька разів згадує топонім Олегова Могила — під 1146, 1150, 1151 та 1169 роками. З анализу цих повідомлень випливає, що Олегова Могила та Щекавиця знаходились біля Жидівських воріт (розташовувались у районі сучасної Львівської площі).
Перший Новгородський літопис, всупереч київським літописам, стверджує, що Олег помер під час поїздки в Ладогу (сучасна Стара Ладога) де й був похований: «Иде Олегъ к Новугороду, и оттуда в Ладогу. Друзии же сказають, яко идущю ему за море, и уклюну змиа в ногу, и с того умре; есть могыла его в Ладозе.».
Таким чином, літописи дають три різних місця розташування Олегової Могили: в Києві на Щекавиці, в Києві біля Жидівських воріт, в Ладозі. Сучасні історики вважають, що насправді Олег загинув під час військового походу за море — на Візантію або на Каспій. З цієї точку зору Олегова могила в Києві була кенотафом (могилою без поховання), або якийсь давній курган сприймався киянами як могила Олега. Цей курган імовірно мав досить великі розміри, що пояснює довгу пам'ять про нього.

## Локалізація

### Олегова Могила в Києві

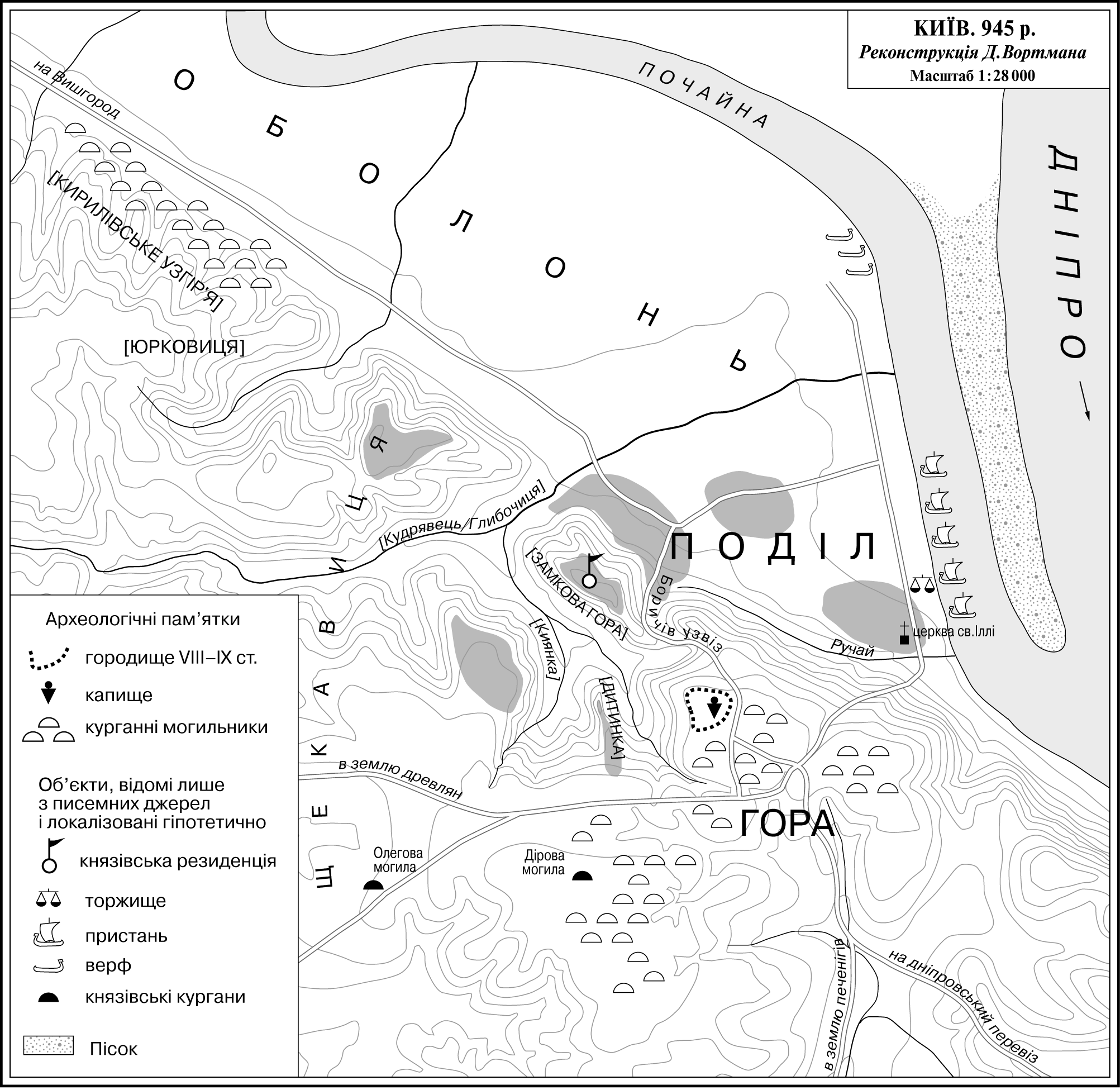
Олегова Могила на 945 рік.

Л. Похилевич перший звернув увагу на суперечливі повідомлення літописів щодо розташування Олегової Могили. П. Лебединцев ретельно дослідивши питання, дійшов до висновку, що Олегова Могила існувала у районі обсерваторії Київського університету (вулиця Обсерваторна, 3). Версія розташування Олегової Могили на західній околиці давнього Києва була підтримана й іншими істориками. О. Толочко проаналізувавши текст Київського літопису, дійшов до наступних висновків: Олегова Могила стояла безпосередньо на шляху перед Жидівськими воротами, неподалік села Шелвове та Шелвова борка (пізніша Шулявка), на прямий лінії від Сухої Либеді до Надового озера й неподалік Сетомлі.
М. Петров у свою чергу довів, що в давнину Щекавицею називали частину Лук'янівського плато разом з Кудрявцем — пасмо гір від сучасної Львівської площі до Юрковиці, на якому як раз і розташовувались Жидівські ворота та Олегова Могила неподалік від них. Ця версія дозволяє узгодити між собою повідомлення двох літописів — «Повісті временних літ» та Київського літопису.

### Олегова Могила в Ладозі
Російський археолог Н. Бранденбург, спираючись на свідчення Першого Новгородського літопису, у 1885 році висунув припущення, про поховання Олега у сопці 21-I (за нумерацією В. П. Петренко). У 1895 році Бранденбург ототожнював з Олеговою Могилою вже іншу сопку — 5-III («Порожня сопка», «сопка Ходаковського»). Саме ця сопка фігурує у сучасній російський археологічній літературі під назвою Олегова Могила. Також встановлений поряд з нею пам'ятний знак, повідомляє про поховання в кургані князя Олега.

## Галерея

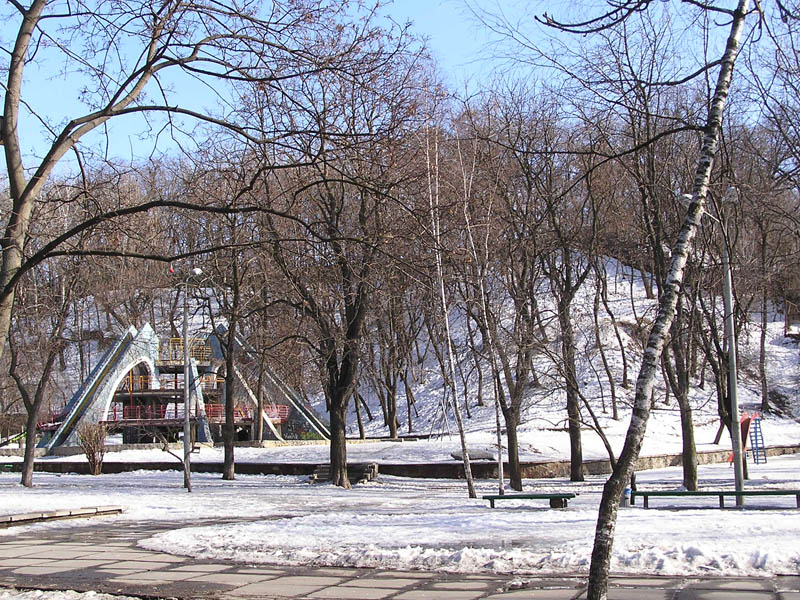
Обсерваторна гірка в Києві — місце розташування Олегової Могили за П. Лебединцевим.
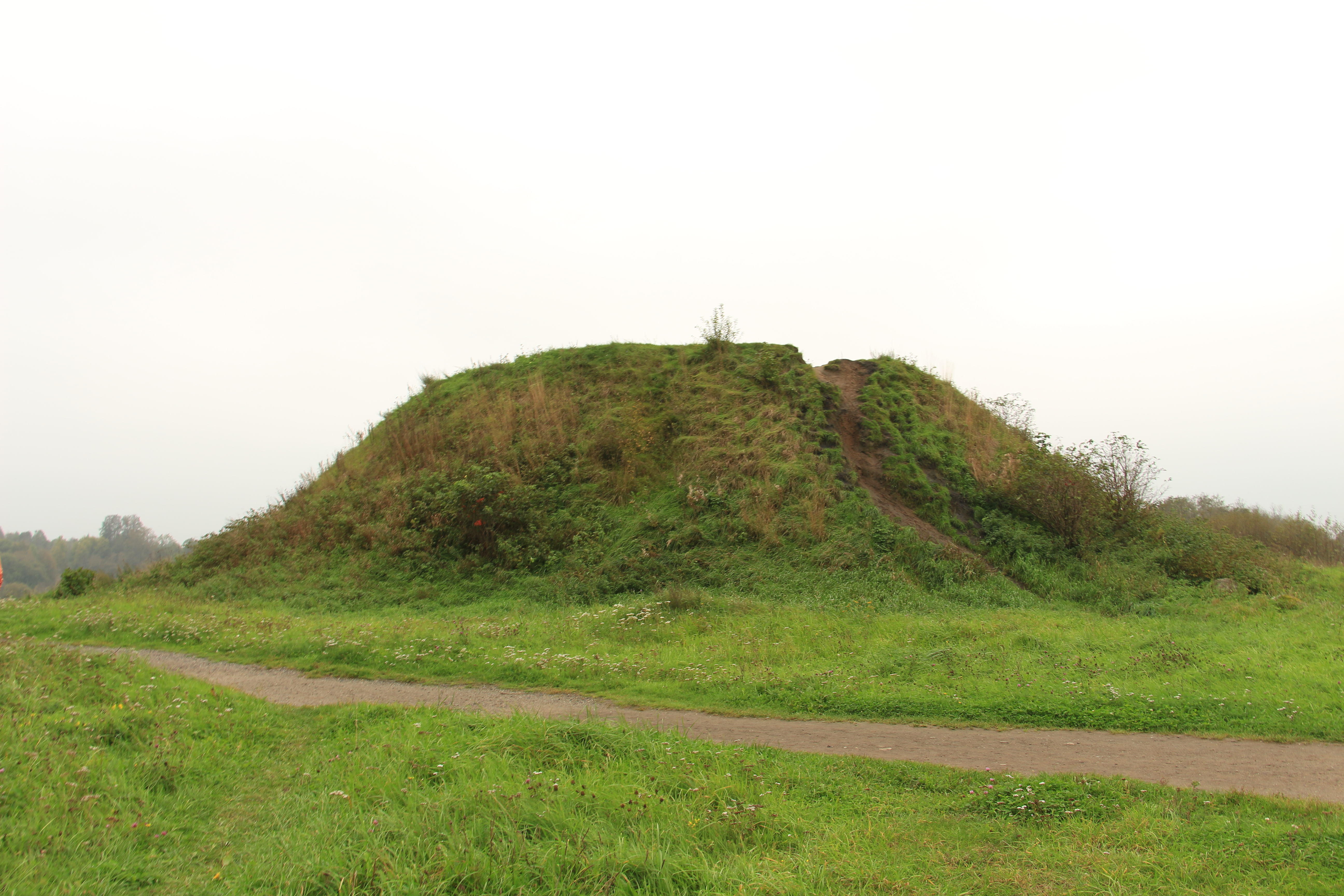
Так звана «Олегова Могила» (сопка 5-III) у Старий Ладозі.